# Нибо Сентер (Калифорнија)
Нибо Сентер (енгл. Nebo Center) град је у америчкој савезној држави Калифорнија.

## Демографија
По попису из 2000. године број становника је 1.174.
| Група             | 2000.       | 2010.    |
| Белци             | 636 (54,2%) | 0 (0,0%) |
| Афроамериканци    | 191 (16,3%) | 0 (0,0%) |
| Азијати           | 38 (3,2%)   | 0 (0,0%) |
| Хиспаноамериканци | 248 (21,1%) | 0 (0,0%) |
| Укупно            | 1.174       | 0        |